# 普盧拉瓦火山
普盧拉瓦火山是厄瓜多爾的火山，位於該國北部，距離首都基多17公里，由皮欽查省負責管轄，屬於安第斯山脈的一部分，海拔高度3,356米。
0°02′17″N 78°27′47″W / 0.038°N 78.463°W